# 73P/Schwassmann-Wachmann
O cometa 73P/Schwassmann-Wachmann, também conhecido como Schwassmann-Wachmann 3, é um cometa periódico do Sistema Solar que está em processo de desintegração.
Friedrich Karl Arnold Schwassmann e Arthur Arno Wachmann do Hamburg Observatory da cidade de Bergedorf, Alemanha descobriram este cometa casualmente quando fotografavam o céu em 2 de Maio de 1930 à procura de asteroides. O cometa foi descrito como difuso e sendo de magnitude 9,5.
Ele se quebrou em fragmentos na sua re-entrada para o interior do Sistema Solar, em 1º de maio de 2006, devido a uma reação desencadeada pelo aquecimento solar quando o cometa emergiu da área gelada no exterior do sistema.
73P/Schwassmann-Wachmann tem um período orbital de aproximadamente 5,33 anos, passando nas proximidades da Terra a cada 16 anos. Seu núcleo foi originalmente estimado em 1100 metros de diâmetro.
Trata-se de um cometa de difícil observação. Em algumas oportunidades, como em 1985 e 1986, não foi observado. Em sua aparição de 1995 o que mais chamou a atenção foi que o seu núcleo havia sido dividido em três partes. Na sua aparição de 27 de janeiro de 2001 ele estava brilhante.
Era previsto que a sonda CONTOUR visitaria o cometa em 18 de junho de 2006, mas ela quebrou após seu lançamento.

## Cisão
Em 1995, 73P começou a se desintegrar. Foi observado quebrar em cinco grandes partes, chamadas 73P-A, B, C, E e E. Desde março de 2006, pelo menos oito fragmentos são conhecidos: B, C, G, H, J, L, M e N. Em 18 de abril de 2006, o Telescópio Espacial Hubble gravou várias partes dos fragmentos B e G. O que parece é que o cometa deve se desintegrar por completo e deixar de ser observável (como aconteceu com o 3D/Biela no século XIX), caso em que sua denominação iria mudar de 73P para 73D. Até agora é sabido ter se divido em pelo menos 66 objetos distintos. O núcleo C é o maior e presumidamente o principal remanescente do núcleo original.
Os fragmentos passaram próximo à Terra entre o final de abril e o início de maio de 2006, tendo sua menor distância em 12 de maio aproximadamente 11,9 milhões de km. Esta distância é pequena em termos astronômicos (0,08 UA), porém nada de causar preocupações. Em 1930, quando passou o mais próximo da Terra, houve uma chuva de meteoros, denominada Tau Herculídeos, com até cem meteoros por minuto.
Em 2022 é esperado que os fragmentos passem mais próximo à Terra quanto em 2006. Atualmente sua trajetória exata é desconhecida, contudo os astrônomos esperavam poder calcular suas futuras rotas com precisão de acordo com sua passagem em 2006. Se os fragmentos continuarem a se quebrarem, se tornará impossível calcular a rota de tantos fragmentos, uma vez que quando se rompem, o novo fragmento adquire uma trajetória totalmente nova e divergente.

## Galeria de imagens

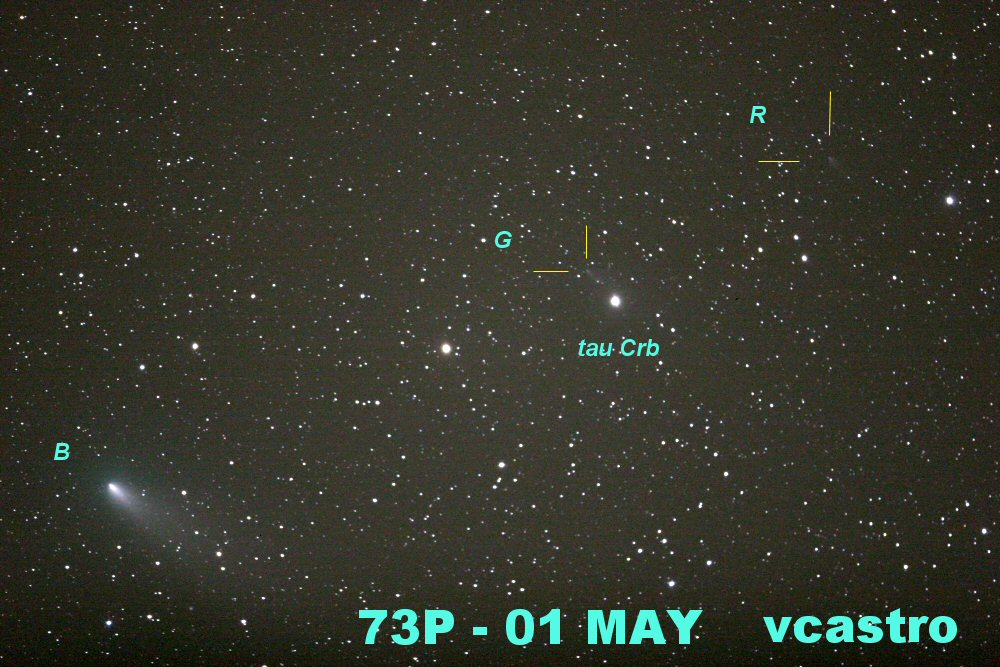
Os componentes B, G e R do 73P, 1º de maio de 2006.
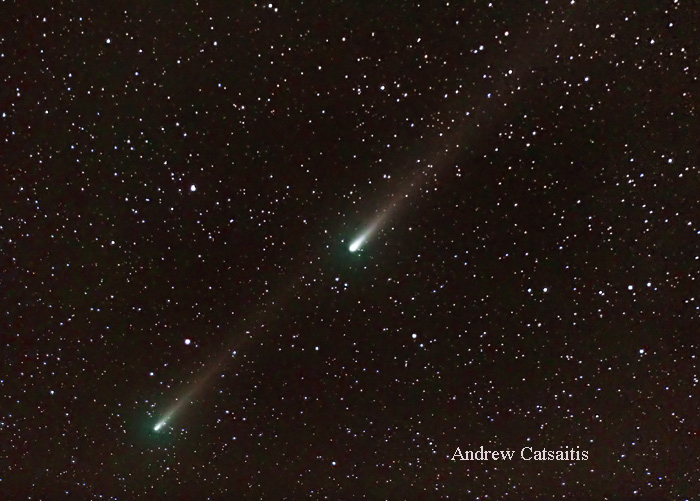
Imagem feita por Andrew Catsaitis dos componentes B e C do cometa 73P/Schwassmann-Wachmann 3 vistas juntas em 31 de maio de 2006.
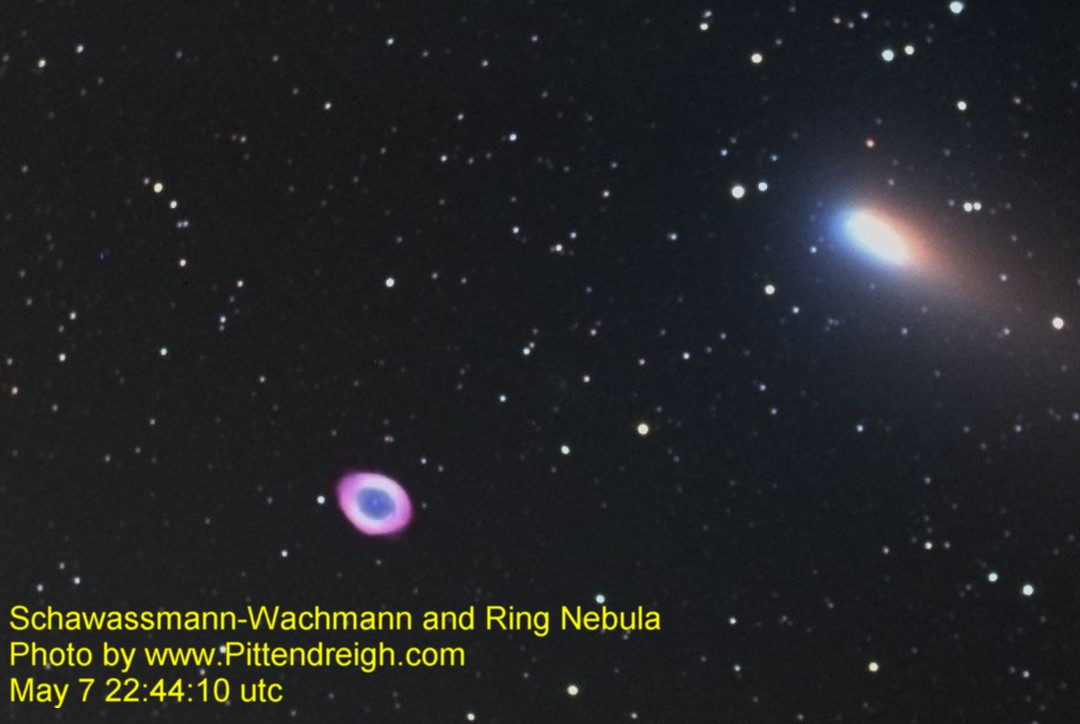
Cometa Schwassmann- Wachmann passando no campo de visão da Nebulosa do anel em 7 de maio de 2006.  Fotografia de Maynard Pittendreigh.
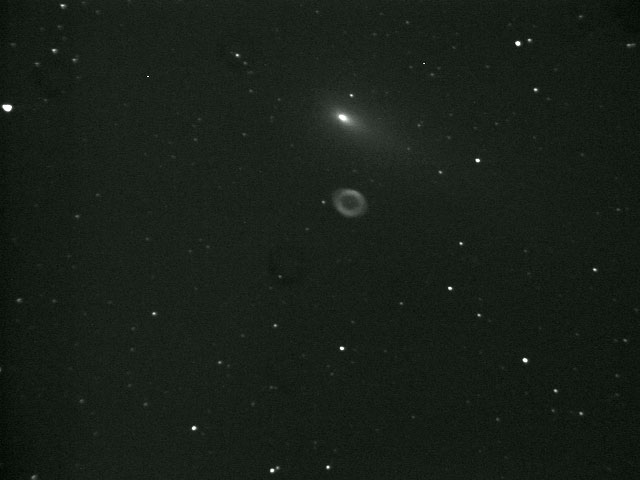
Esta imagem do fragmento C passando na Nebulosa do anel foi tirada em 7 de maio de 2006 na Universidade São Francisco Xavier em Antigonish, Nova Scotia, Canadá.
Componente B visto pelo Telescópio Espacial Hubble. Também disponível como Video clip
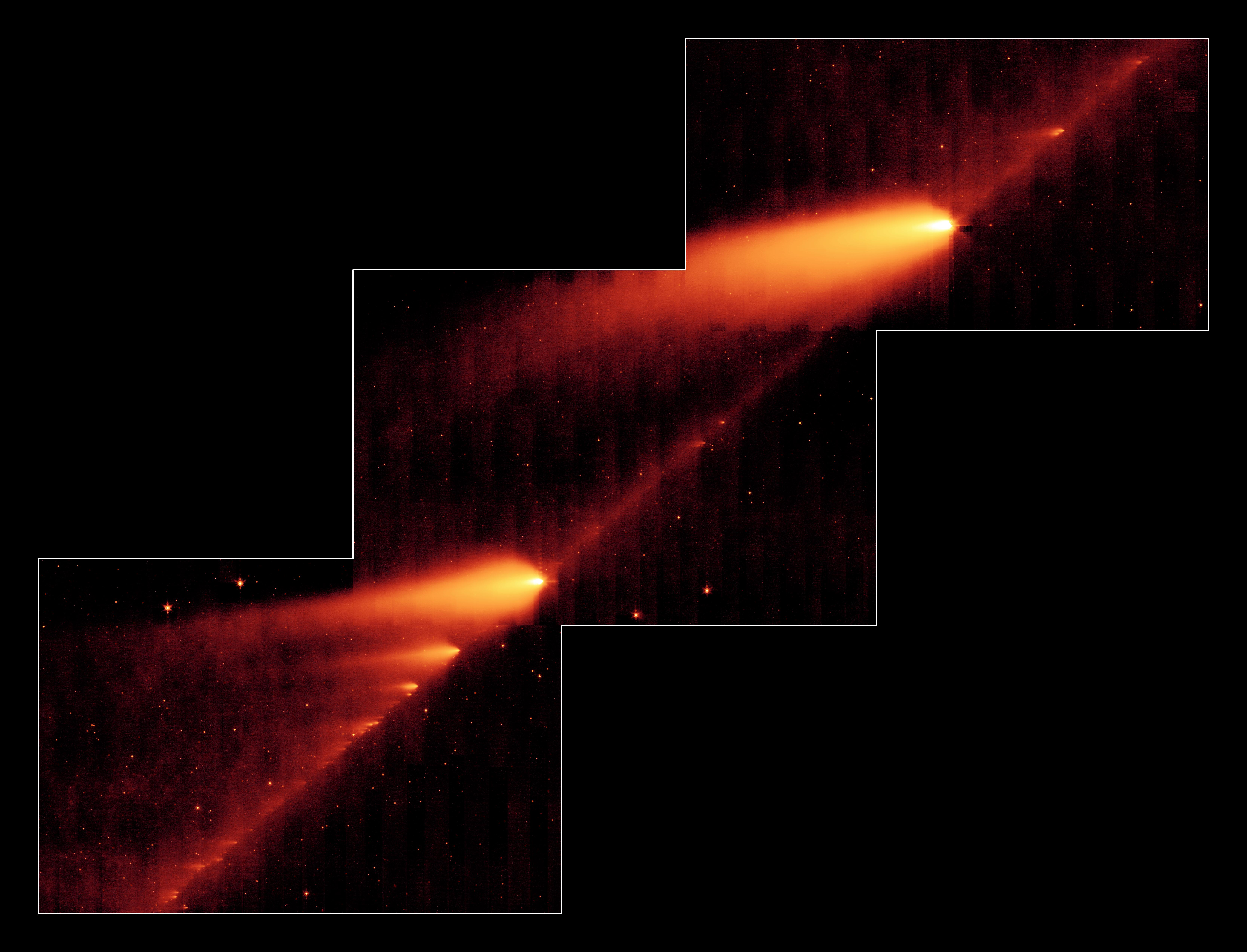
Imagem do Telescópio Espacial Spitzer
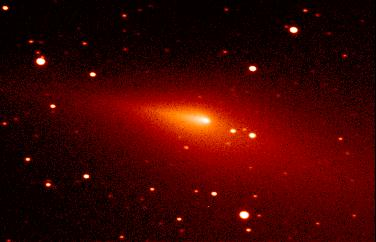
Cometa Schwassmann-Wachmann 3.